# Rudbekia
Rudbekia (Rudbeckia L.) – rodzaj roślin z rodziny astrowatych. Obejmuje 24 gatunki. Rośliny te występują w naturze w Ameryce Północnej, rosnąc na prerii, łąkach, w lasach i na brzegach strumieni. Niektóre gatunki są rozpowszechnione w uprawie i jako dziczejące rosną też w Europie, Azji i Ameryce Południowej. W Polsce jako uciekinierzy z upraw (kenofity i agriofity) obecne są dwa gatunki – rudbekia naga R. laciniata i rudbekia owłosiona R. hirta. Kilka dalszych gatunków uprawianych jest także jako rośliny ozdobne. Nazwę rodzajową stworzył Karol Linneusz dla uhonorowania profesorów (ojca i syna) Uniwersytetu w Uppsali – Olofa Rudbecka starszego i młodszego.

## Morfologia
PokrójByliny i rośliny roczne, o łodygach wyprostowanych i osiągających od ok. 0,5 do 3 m wysokości, rozgałęzionych w górze pędu, nagich lub owłosionych. Pod ziemią z korzeniami wiązkowymi lub kłączem, rzadziej z korzeniem palowym.
LiścieOdziomkowe i łodygowe, skrętoległe, ogonkowe i siedzące, owłosione lub nagie, czasem sine. Blaszka od równowąskiej do eliptycznej i jajowatej, niepodzielona lub częściej podzielona pierzasto raz lub dwa razy. Odcinki liści całobrzegie, ząbkowane lub piłkowane.
KwiatyZebrane w koszyczki powstające pojedynczo na szczycie pędu lub tworzące złożone kwiatostany w postaci podbaldachu albo wiechy. Okrywy półkuliste do kulistych o średnicy od 15 mm do kilku cm. Listki okrywy w liczbie 5–20 wyrastają w jednym lub dwóch, rzadziej trzech rzędach, są trwałe, zielone i mają lancetowaty kształt. Dno kwiatostanowe wypukłe, czasem stożkowate lub walcowate, o średnicy do 3 cm, pokryte plewinkami obejmującymi poszczególne kwiaty. Brzeżne kwiaty języczkowe nie zawierają ani pręcików ani słupka, jest ich od 5 do 20 lub czasem brak ich zupełnie. Językowata korona jest zwykle żółta lub żółtopomarańczowa, często też dwubarwna – brązowa u nasady, rzadko cała jest brązowa. Kwiaty rurkowe wewnątrz koszyczka są obupłciowe i płodne; jest ich od 50 do ponad 800. Ich korony są żółte, żółtozielone lub brązowo-fioletowe (dwubarwne). Łatki na końcach rurki korony są trójkątne i jest ich 5.
OwoceZwykle czarne niełupki mniej lub bardziej 4-kanciaste, gładkie lub słabo owłosione. Puchu kielichowego brak lub składa się z kilku nierównych łusek.

## Systematyka
Rodzaj z plemienia Heliantheae w podrodzinie Asteroideae z rodziny astrowatych Asteraceae.
Wykaz gatunków
- Rudbeckia alpicola Piper
- Rudbeckia amplexicaulis Vahl – rudbekia pochwiasta
- Rudbeckia auriculata (Perdue) Kral
- Rudbeckia californica A.Gray
- Rudbeckia fulgida Aiton – rudbekia błyskotliwa
- Rudbeckia glaucescens Eastw.
- Rudbeckia graminifolia (Torr. & A.Gray) C.L.Boynton & Beadle
- Rudbeckia grandiflora (Sweet) C.C.Gmel. ex DC.
- Rudbeckia heliopsidis Torr. & A.Gray
- Rudbeckia hirta L. – rudbekia owłosiona
- Rudbeckia klamathensis P.B.Cox & Urbatsch
- Rudbeckia laciniata L. – rudbekia naga
- Rudbeckia maxima Nutt. – rudbekia wielka
- Rudbeckia missouriensis Engelm. ex C.L.Boynton & Beadle
- Rudbeckia mohrii A.Gray
- Rudbeckia mollis Elliott
- Rudbeckia montana A.Gray
- Rudbeckia nitida Nutt. – rudbekia lśniąca
- Rudbeckia occidentalis Nutt. – rudbekia zachodnia
- Rudbeckia scabrifolia L.E.Br.
- Rudbeckia subtomentosa Pursh
- Rudbeckia terranigrae J.J.N.Campb. & W.R.Seymour
- Rudbeckia texana (Perdue) P.B.Cox & Urbatsch
- Rudbeckia triloba L. – rudbekia trójklapowa

## Zastosowanie
Wiele gatunków jest uprawianych jako ogrodowe rośliny ozdobne. Nadają się na rabaty oraz na kwiat cięty. Wszystkie najlepiej rosną na gliniastych, dobrze zatrzymujących wodę glebach. Mogą rosnąć w pełnym słońcu lub w półcieniu. Rozmnażają się przez wysiew nasion lub przez podział rozrośniętych kęp. Popularne w Polsce gatunki (rudbekie naga, lśniąca i owłosiona) są w pełni mrozoodporne (strefy mrozoodporności 3–10).